# Fabian Schwingenschlögl
Fabian Schwingenschlögl (Erlangen, 15 de agosto de 1991) es un deportista alemán que compite en natación. Ganó una medalla bronce en el Campeonato Europeo de Natación de 2018, en la prueba de 4 × 100 m estilos.

## Palmarés internacional
| Campeonato Europeo | Campeonato Europeo    | Campeonato Europeo | Campeonato Europeo |
| Año                | Lugar                 | Medalla            | Prueba             |
| ------------------ | --------------------- | ------------------ | ------------------ |
| 2018               | Glasgow (Reino Unido) | Medalla de bronce  | 4 × 100 m estilos  |